# Престиджакомо, Стефания
Стефания Престиджакомо (итал. Stefania Prestigiacomo; род. 16 декабря 1966, Сиракузы) — итальянский политик, министр по обеспечению равных возможностей во втором и третьем правительствах Берлускони (2001—2006), министр окружающей среды, защиты земель и моря в четвёртом правительстве Берлускони (2008—2011).

## Биография

### Ранние годы
Родилась 16 декабря 1966 года в Сиракузы, является племянницей бывшего губернатора Сицилии Санти Ничита. Некоторое время работала в семейной компании Vetroresina Engineering Development (VED). В молодости голосовала за ХДП, но в значительной степени симпатизировала итальянской Радикальной партии, высказывалась за помилование бывшего лидера леворадикальной группы «Борьба продолжается» Адриано Софри и за разрешение продажи контрацептивов в школах. В качестве члена жюри участвовала в конкурсе красоты Мисс Италия и не проявляла феминистских убеждений. Не поддерживала левые политические теории, но изучала их, в том числе по лекциям об истории республиканской Италии Пола Гинсбурга, рьяного идейного противника Берлускони. В ночь с 15 на 16 декабря 1993 года именно Берлускони в ходе одного из организационных мероприятий партии Вперёд, Италия в Аркоре поручил Стефании организацию в Сиракузе Ассоциации молодых предпринимателей (Associazione giovani industriali di Siracusa), которую она и возглавила.

### Депутат парламента
С 1994 по 2006 год состояла во фракции Вперёд, Италия Палате депутатов XII, XIII, XIV и XV созывов, а с 2008 по 2013 в Палате XVI созыва входила во фракцию Народа свободы. В результате парламентских выборов 24—25 февраля 2013 года избрана в Палату депутатов XVII созыва по списку «Народа свободы». C 19 ноября 2013 года, после раскола партии и выхода из фракции противников Берлускони, она носит наименование «Вперёд, Италия — Народ свободы — Берлускони председатель».

### Министр
С 11 июня 2001 по 23 апреля 2005 года Стефания Престиджакомо занимала кресло министра без портфеля по обеспечению равных возможностей во втором правительстве Берлускони, с 23 апреля 2005 по 17 мая 2006 года занимала ту же должность в третьем правительстве Берлускони, с 2008 по 2011 год — министр окружающей среды, защиты земель и моря в четвёртом правительстве Берлускони.
В качестве министра и депутата Стефания Престиджакомо поддержала введение ряда законодательных норм, направленных на повышение общественной роли женщин, в том числе поправку в статью 51 Конституции Италии (в части о равных правах женщин и мужчин на доступ к государственным должностям), положения против современных форм рабства, против дискриминации по мотивам сексуальной ориентации и инвалидности, а также против домогательства на рабочем месте.

## Личная жизнь
В 2006 году, в возрасте 40 лет, Стефания окончила римский государственный католический Свободный университет Пресвятой Девы Марии (LUMSA) по специальности «управление».
В 2009 году против Престиджакомо велось расследование по поводу использования в личных целях служебной кредитной карточки министра, но в 2010 году дело было прекращено судом, а обвинения официально сняты.
Престиджакомо происходит из семьи предпринимателей, занимавшихся производством труб и уплотнителей, но с раннего возраста зарекомендовала себя бунтаркой: самостоятельно записалась в школу при ордене урсулинок, но затем сбежала оттуда, не смирившись с требованиями монахинь к одежде воспитанниц (правда, с тех пор предпочитает носить женские костюмы). Замужем за нотариусом Анджело Беллуччи (Angelo Bellucci), у супругов есть сын Джанмария. В 2005 году пресса обсуждала возможность связи Престиджакомо с Джанфранко Фини, но все подозрения были опровергнуты.